# Jallans
Jallans é uma comuna francesa na região administrativa do Centro, no departamento Eure-et-Loir. Estende-se por uma área de 8,98 km². Em 2010 a comuna tinha 839 habitantes (densidade: 93,4 hab./km²).